# Antoculeora ornatissima
Antoculeora ornatissima är en fjärilsart som beskrevs av Walker 1858. Antoculeora ornatissima ingår i släktet Antoculeora och familjen nattflyn. Inga underarter finns listade i Catalogue of Life.